# Такамура Коун
Такамура Коун (яп. 高村 光雲 Такамура Ко:ун, 8 марта 1852 г. — ум. 10 октября 1934 г.) — известный японский скульптор.
Такамура Коун известен в первую очередь как создатель бронзовой статуи Сайго Такамори, законченной в 1898 году и установленной в парке Уэно, в Токио.
Также Такамура Коун — отец известного японского скульптора и поэта Котаро Такамуры.

## Галерея

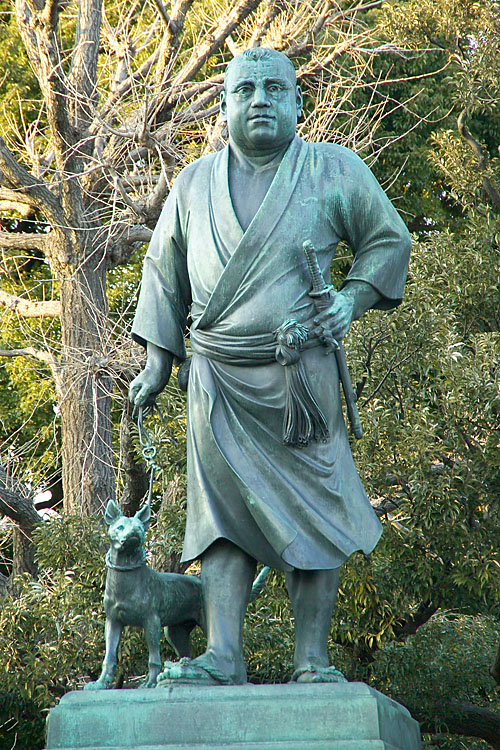
Статуя Сайго Такамори